# 新工街道 (牙克石市)
新工街道，是中华人民共和国内蒙古自治区呼伦贝尔市牙克石市下辖的一个乡镇级行政单位。

## 行政区划
新工街道下辖以下地区：
新风社区、新华社区和新兴社区。